# Vremenska napoved (skladba)
»Vremenska napoved« je skladba in drugi single Aleksandra Mežka. Single je bil izdan leta 1976 pri založbi PGP RTB. Avtor glasbe in besedila je Aleksander Mežek.

## Seznam skladb
| A stran | A stran                        | A stran |
| Št.     | Naslov                         | Dolžina |
| ------- | ------------------------------ | ------- |
| 1.      | „Vremenska napoved‟ (A. Mežek) | 3:09    |

| B stran | B stran                                | B stran |
| Št.     | Naslov                                 | Dolžina |
| ------- | -------------------------------------- | ------- |
| 1.      | „Pismo ljubezni‟ (A. Mežek/B. Harwoth) | 2:41    |

## Zasedba
- Aleksander Mežek – akustična kitara, vokal
- Dave Cooke – klaviature
- Bryn Harwoth – minolina, električna kitara
- Dave Christopher – električna kitara
- Jim Russel – bobni
- Tim Hatwell – bas